# Vîneatînți, Zalișciîkî
Vîneatînți (în ucraineană Винятинці) este localitatea de reședință a comunei Vîneatînți din raionul Zalișciîkî, regiunea Ternopil, Ucraina.

## Demografie
Componența lingvistică a localității Vîneatînți
     Ucraineană (99,25%)
     Alte limbi (0,75%)
Conform recensământului din 2001, majoritatea populației localității Vîneatînți era vorbitoare de ucraineană (99,25%), existând în minoritate și vorbitori de alte limbi.